# Partido Conservador Unido
El Partido Conservador Unido (PCU) fue un partido político de derecha chileno, existente entre 1953 y 1966. Se originó a partir de la fusión de los diferentes grupos conservadores, vale decir, del Partido Conservador Tradicionalista (PCT) y el Partido Conservador Social Cristiano (PCSC). Su emblema era una cruz de Santiago roja.

## Historia

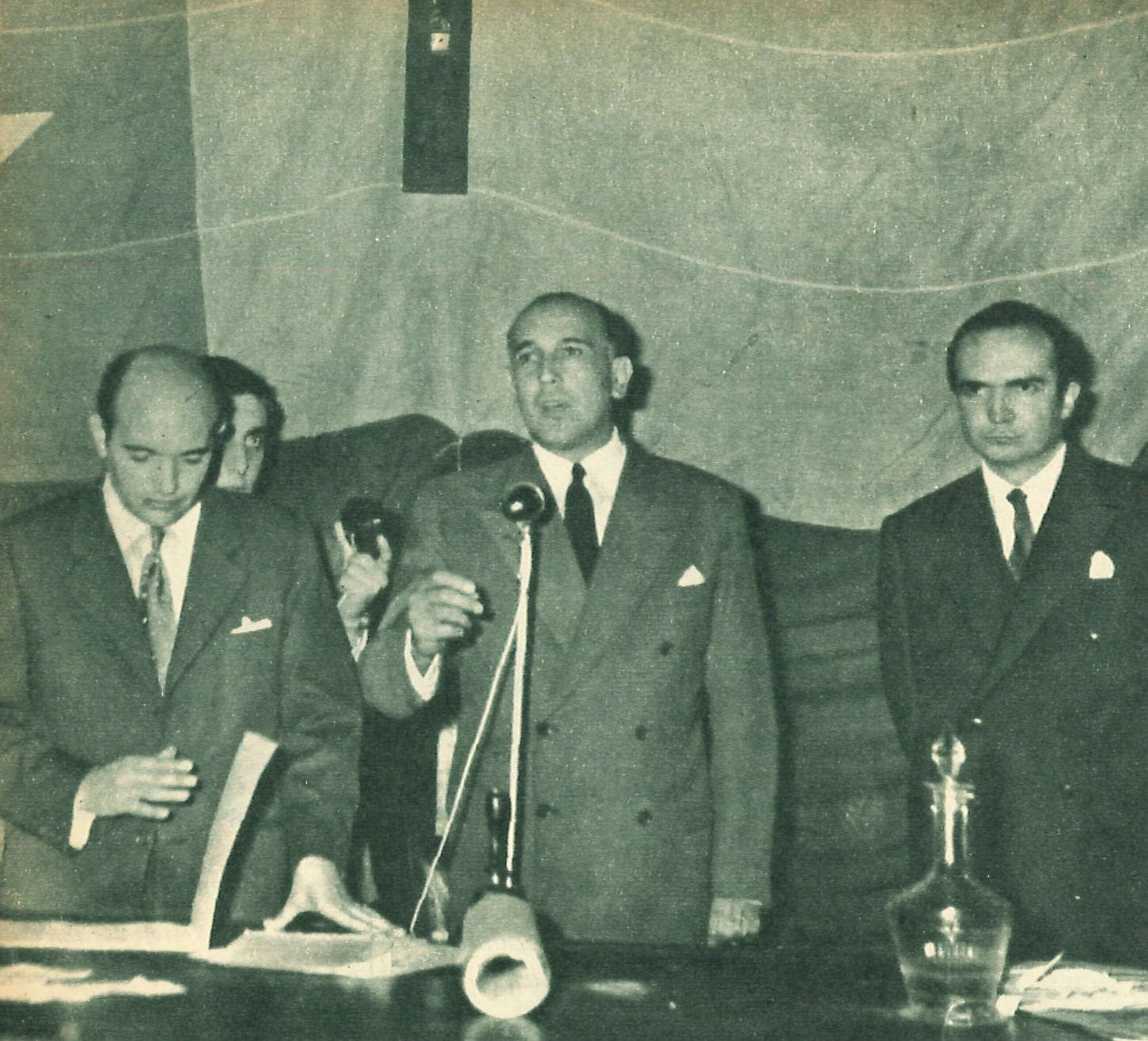
Directiva del PCU elegida en 1961. De izquierda a derecha: Sergio Diez Urzúa, primer vicepresidente; Héctor Correa Letelier, presidente; y Julio Subercaseaux Barros, diputado electo por el Primer Distrito de Santiago.

Tras las elecciones parlamentarias de 1953, en que el Partido Conservador Social Cristiano (PCSC) obtuvo magros resultados, un sector del mismo inició conversaciones con el Partido Conservador Tradicionalista con el objetivo de integrarse a este. El 15 de diciembre de 1953, el PCT y tal sector socialcristiano firmó un «Acta de Unidad», fundando el Partido Conservador Unido y acordando restablecer los estatutos del partido de 1947, anteriores a la división del conservadurismo chileno. Su primera directiva estuvo encabezada por Juan Antonio Coloma Mellado (tradicionalista), presidente; y Manuel Muñoz Cornejo (socialcristiano), vicepresidente.
Entre los militantes socialcristianos que formaron parte de la fusión, se encontraban Hugo Rosende, Francisco Palma Sanguinetti –estos dos últimos los únicos diputados que obtuvo el PCSC en 1953–, Jorge Prieto, Luis Valdés, Sergio Diez, Julio Subercaseaux, Aníbal Scarella, Raúl Irarrázaval, entre otros.
El cambio oficial de nombre ocurriría recién en agosto de 1955, cuando el director del Registro Electoral, mediante una resolución que fue aceptada por el Tribunal Calificador de Elecciones, canceló la inscripción del Partido Conservador Tradicionalista y la reemplazó por la de "Conservador Unido".
El 9, 10, 11 y 12 de octubre de 1954 se realizó la XVI Convención General, siguiendo de forma correlativa la numeración de convenciones del antiguo Partido Conservador, más la convención del Partido Conservador Tradicionalista realizada en 1950. En 1958 apoyó la candidatura presidencial del independiente Jorge Alessandri pasando a formar, junto con los liberales y los ibañistas, parte de su gobierno.
El 23, 24 y 25 de octubre de 1959 se realizó en Santiago la XVII Convención General del partido, en la cual reafirmaron su lealtad al gobierno del presidente Jorge Alessandri. En las elecciones parlamentarias de 1961 consiguió 198 260 votos, equivalente a un 14,3% del total de los sufragios, eligiendo 17 diputados, entre los cuales estuvieron: Alberto Decombe Edwards, y Edmundo Eluchans Malherbe, ambos electos por la Sexta Agrupación Departamental de Valparaíso y Quillota; Hugo Rosende Subiabre, por la Séptima Agrupación Departamental de Santiago, Primer Distrito; Gustavo Loyola Vásquez, por la Vigesimoprimera Agrupación Departamental de Temuco, Lautaro, Imperial, Villarrica y Pitrufquén; Ismael Pereira Lyon, electo por la Séptima Agrupación Departamental de Santiago, Tercer Distrito; y Humberto Pinto Díaz, elegido para representar a la Séptima Agrupación Departamental de Santiago, Tercer Distrito, quien falleció en el ejercicio de su cargo el 23 de junio de 1962. En ese último año, se integró al Frente Democrático, coalición electoral de partidos de derecha que finalizó su existencia en 1964.
Elas elecciones parlamentarias de 1965, logró 121.882 votos equivalente a un 5,2% del total de sufragios, logrando tres parlamentarios electos, entre ellos Venancio Coñuepán Huenchual, elegido por la Vigesimoprimera Agrupación Departamental de Temuco, Lautaro, Imperial, Villarrica y Pitrufquén. Al año siguiente y considerando los magros resultados obtenidos en las elecciones parlamentarias anteriores, junto con el Partido Liberal y Acción Nacional se fusionaron para formar el Partido Nacional. La última convención del partido se realizó el 2 y 3 de abril de 1966, y si bien la fusión con el Partido Liberal ocurrió el 11 de mayo de 1966, la inscripción del PCU ante la Dirección del Registro Electoral fue cancelada recién el 28 de julio de ese año.

## Presidentes
| Nombre | Nombre                      | Período                                     |
| ------ | --------------------------- | ------------------------------------------- |
|        | Juan Antonio Coloma Mellado | 15 de diciembre de 1953-11 de marzo de 1957 |
|        | Jorge Prieto Letelier       | 24 de marzo de 1957-16 de abril de 1961     |
|        | Héctor Correa Letelier      | 16 de abril de 1961-30 de diciembre de 1961 |
|        | Sergio Diez Urzúa           | 30 de diciembre de 1961-18 de marzo de 1962 |
|        | Francisco Bulnes Sanfuentes | 18 de marzo de 1962-12 de abril de 1964     |
|        | Luis Valdés Larraín         | 12 de abril de 1964-6 de junio de 1965      |
|        | Bernardo Larraín Vial       | 6 de junio de 1965-11 de mayo de 1966       |

## Resultados electorales

### Elecciones parlamentarias
|  | 14,80 % |

|  | 12,88 % |

|  | 5,34 % |

|  | 7,26 % |

### Elecciones municipales
|  | 15,58 % |

|  | 14,80 % |

|  | 11,36 % |